# A Grund – vígszínházi fiúzenekar
Az A Grund – vígszínházi fiúzenekar színészzenekar 2017-ben alakult a Vígszínházban, Fesztbaum Béla kezdeményezésére a Dés László–Geszti Péter–Grecsó Krisztián A Pál utcai fiúk című nagy sikerű zenés játék vígszínházi ősbemutatójának szereplőiből.

## Az együttesről
A Grund – A vígszínházi fiúzenekar a 2017-es VígMajálison, a Vígszínház 121. születésnapján debütált.
Már a zenekar megalakulása előtt, 2017 áprilisáig a Vígszínházban több mint 65 ezren nézték meg a zenés játékot, a színdarab dalaiból, annak eredeti szereposztásának előadásában készült, 2016. november 5-én a Tom-Tom Records kiadásában megjelent CD pedig aranylemezt kapott. A névadó darabban szerepük szerint az együttes tagjai az alapításkor: Fesztbaum Béla „Rácz tanár úr” (a lemezen nem szerepel), Wunderlich József „Boka”, Ember Márk „az idősebbik Pásztor fiú”, Zoltán Áron „Barabás” és Medveczky Balázs „Csele”.
Az alapító, Fesztbaum Béla és a tagok szándéka szerint azért jött létre a zenekar, mert úgy gondolták, hogy „folytatódnia kell annak a különleges érzésnek, ami a színpad és a nézőtér között az előadás végére kialakul”, amit egy más formában, kötetlenebb örömzenében kell tovább éltetniük. Másfelől pedig a dráma és a szereplők népszerűségét kihasználva a zenekar célkitűzése az is, hogy élő, közvetlen előadásformában is „átmentsen néhány olyan dalt [...] a fiatal generációnak, amit élőben már nem nagyon hallhatnak”, a magyar könnyű- és színházi könnyűzene értékeit – mint például az LGT-től, a vígszínházi klasszikus Embertelen dal vagy Ringasd el magad.
Az együttes egyre bővülő repertoárjában a Vígszínház A Pál utcai fiúk musicaljének számai mellett főleg több anyaszínházi sláger, jól ismert Presser-dal szerepel és néhány, a színész-zenészek kedvenc hazai és külföldi klasszikus rockdalaiból.
Számos fellépésre, koncertre, fesztiválra hívják a formációt.

## Tagok
- Fesztbaum Béla - zenekar alapító, billentyűs hangszerek, elektromos gitár, elektromos-akusztikus gitár, ének
- Wunderlich József - ének, basszusgitár, billentyűs hangszerek
- Ember Márk - ének, elektromos gitár, szaxofon
- Zoltán Áron - elektromos gitár, elektromos-akusztikus gitár, ének[1]

- Medveczky Balázs - dob, ének, zenekarvezető[6]